# Economia planificada
L'economia planificada o centralitzada és aquella en què les decisions de les autoritats (generalment les dels governs), determinen l'assignació dels recursos escassos i disponibles en tal economia. Representa el concepte contrari al de les economies de mercat, en què l'assignació dels recursos té lloc mitjançant una presa de decisions descentralitzada dels milions de consumidors i productors que intercanvien béns i serveis en l'economia. És a dir, es prescindeix d'un mercat per a l'assignació de recursos.
Hi ha diversos models de planificació: des del que sorgeix del consens entre els actors econòmics a través de la socialització dels mitjans de producció en un entorn descentralitzat i de participació activa dels productors (planificació col·lectiva o comunitària) i ciutadans, fins a l'imposat per una autoritat central dirigida per tecnòcrates i buròcrates (planificació centralitzada).

## Els sistemes econòmics dirigits o planificats
L'economia de mercat funciona mitjançant un procés en què els agents econòmics, de manera individual, decideixen quins productes comprar i en quines quantitats, i les empreses al seu torn, decideixen quins béns i serveis produir. Per això, al seu torn, empren factors productius que els mateixos propietaris ofereixen amb les condicions que considerin oportunes. La totalitat de decisions d'aquests milions d'agents econòmics que es coordinen a través del mercat, constitueix l'anomenada economia de mercat.
En un sistema econòmic dirigit és una autoritat central la que determina el comportament de l'economia. L'autoritat en si s'encarrega d'establir quins béns i serveis produir, com produir-los (és a dir, quins factors productius s'empraran) i qui podrà tenir accés a tals béns i serveis. Economia dirigida i planificada se solen emprar com a sinònims, ja que els sistemes dirigits requereixen l'establiment de complexos plans on queda reflectit el comportament que es desitja imposar. Per una altra banda, tal com va senyala el Premi Nobel d'Economia Milton Friedman, pare del neoliberalisme i membre de l'Escola de Chicago, aquest tipus de sistemes econòmics són contraris a la llibertat, i tendeixen a consolidar el poder coercitiu dels governants sobre els ciutadans.
Una bona planificació requereix la utilització d'una gran quantitat d'informació, per poder tenir en compte les necessitats de la totalitat dels agents econòmics presents en aquesta, i també per a poder anticipar tendències futures en els gustos o els desenvolupaments tecnològics. Com que això no és possible tal com ha demostrat l'evidència històrica, aquest tipus de sistemes econòmics no han aconseguit sobreviure al pas del temps, entre altres motius perquè no permeten una assignació eficient dels recursos (o almenys no tan bona com en altres sistemes). De fet si a mitjans del segle xx més d'una tercera part de la població mundial residia en països amb economies planificades, actualment aquest tipus d'economies constitueixen l'excepció. Fins i tot les poques economies que en l'actualitat es declaren com economies planificades (com per exemple la Xina Popular), s'han vist obligades a obrir-se a l'economia de mercat capitalista.

## Planificació central i planificació indicativa
Amb caràcter general se solen diferenciar dos tipus de planificació. El primer rep el nom de planificació central. Té caràcter general coercitiu i en ella l'autoritat substitueix al mercat, no quedant lloc per a la iniciativa privada. El segon rep el nom de planificació indicativa, en el qual l'autoritat accepta el paper del mercat, i estableix uns plans amb caràcter vinculant per al sector públic del qual depèn, i mínimament indicatiu per al sector privat. Per tant, en la planificació indicativa el sector privat no desapareix de l'economia.

### La planificació central
Es sol identificar la planificació central amb la l'economia dels règims comunistes, sent potser la més coneguda l'economia de la Unió Soviètica. La seva característica principal és la inexistència de la propietat privada. En aquest tipus d'economies l'habitatge no pertany al seu propietari, ni el vehicle pertany al seu conductor. Tots els béns i serveis, així com els recursos productius necessaris per produir-los, pertanyen a l'autoritat, generalment al govern, que representa la col·lectivitat. Amb això el que es pretén és impedir les injustícies que es produeixen a través del mecanisme del mercat. Tot i així, la història econòmica ens demostra que a la pràctica aquest tipus de sistemes econòmics van substituir aquestes injustícies per altres de caràcter polític. Si en el capitalisme els agents econòmics s'enriqueixen intercanviant béns i serveis, en els sistemes comunistes la classe política es va enriquir a través dels favors que els ciutadans els procuraven per aconseguir el que necessitaven. És per això que actualment, exceptuant països com Corea del Nord o Cuba, no existeixen sistemes econòmics d'aquest tipus.

### La planificació indicativa
En la planificació indicativa, a diferència de la central, sí que es reconeix l'existència d'un sector privat que actua en el lliure mercat (per tant existeix el dret a la propietat privada). La seva principal característica és que incorpora indicacions per als agents econòmics privats, així com mesures vinculants per al sector públic (construcció d'infraestructures, quins béns produïràn les empreses que pertanyen a l'Estat i a quin ritme i quant creixeran en un horitzó temporal a mitjà termini).

## El fracàs de les economies planificades
A finals dels anys 80 del segle xx es va constatar el que molts economistes havien argumentat durant diverses dècades: l'economia de mercat constituïa un sistema més eficient que l'economia planificada de caràcter central. Generalment se solen identificar quatre factors per explicar aquest fracàs: 
- La manca de coordinació: La gran dificultat de la planificació resideix en el fet que resulta impossible preveure totes les necessitats de la població i coordinar tots els recursos productius per a produir els béns i serveis planificats. Qualsevol imprevist pot acabar amb els objectius inicialment fixats.
- Incentius inadequats: En les economies planificades no existeixen incentius per als treballadors ni per a la innovació. Tot i que el treballador té assegurat el seu lloc de treball, no pot demanar un millor salari. A més, l'absència de competència econòmica, es tradueix en una manca de recerca, desenvolupament i innovació: les empreses no han de competir amb les altres per a poder mantenir-se en el mercat o per aconseguir majors beneficis econòmics, per aquest motiu no resulta rendible invertir en recerca i desenvolupament.
- Falta de qualitat: Les indústries soviètiques, preocupades per a complir amb les cuotes determinades pels planificadors, van oblidar que en la majoria de casos, havien de tenir, almenys, una qualitat mínima. Com que no complien amb els requisits de qualitat, els productes dels països comunistes no podien competir amb els productes de les economies de mercat dels països occidentals, que eren de millor qualitat.
- Planificació central i medi ambient: La degradació ambiental soferta pels països amb economies planificades va ser enorme. De nou, el compliment dels objectius del pla quinquennal va primar sobre la protecció del medi ambient, la qual cosa va provocar una important contaminació en algunes zones de l'Europa oriental.